# Vickers Vendace
Il Vickers Vendace era un aereo biplano e monomotore progettato dall'azienda britannica Vickers intorno alla metà degli anni venti.
Realizzato seguendo le richieste indicate dall'Air Ministry nella specifica 5A/24, il Vendace (nome comunemente assegnato a diversi pesci del genere Coregonus) nasceva per ricoprire il ruolo di idrovolante da addestramento; prodotto in cinque esemplari trovò impiego operativo nelle file della Fuerza Aérea Boliviana.

## Storia del progetto
La specifica che diede origine al progetto del Vickers Vendace risale al mese di ottobre del 1924 e richiedeva la realizzazione di un idrovolante da addestramento.
Il progetto realizzato dalla Vickers, i cui concorrenti nell'occasione furono il Parnall Perch e il Blackburn Sprat, prevedeva la possibilità di modificare la configurazione da idrovolante a "terrestre" (e viceversa) in soli dieci minuti impiegando due soli meccanici e si caratterizzava per l'impiego di un motore Rolls-Royce Falcon III mentre la sua denominazione di fabbrica era Type 120.
La proposta della Vickers venne considerata positivamente dalle autorità britanniche e, nel mese di agosto del 1925, venne concluso l'ordine per un prototipo cui, nel marzo successivo, venne attribuito il numero di serie N208; a quella data l'aereo risulta già essere stato utilizzato nelle prove di volo svolte dalla casa costruttrice presso l'aerodromo di Brooklands, nei pressi del proprio impianto produttivo, mentre il mese successivo venne trasferito alla "Coastal Area headquarters" di Gosport, dotata di un campo volo attrezzato per la simulazione di appontaggi con l'impiego di gancio di coda da parte di velivoli imbarcati.
Le prove successive comportarono lo svolgimento di operazioni di decollo ed appontaggio dalla HMS Furious mentre, a partire dal marzo del 1927, si svolsero quelle relative alla configurazione idrovolante. I vari cicli di sperimentazione si conclusero con la valutazione positiva per l'impiego del modello nel ruolo di addestratore alla quale, tuttavia, non fece seguito alcun ordine per la produzione in serie. Il prototipo venne però utilizzato dalla Royal Air Force per scopi sperimentali.
In ogni caso la Vickers nutriva fiducia nel progetto del Vendace e di propria iniziativa diede vita ad una seconda versione (denominata Type 133), equipaggiata con un motore ADC Nimbus. Il Vendace Mk.II volò per la prima volta nel novembre del 1927 e venne proposto anche sul mercato dell'aviazione civile; anche in questo caso non si andò oltre il primo esemplare costruito che venne acquistato dalla "Aircraft Operating Company" per la realizzazione di rilevazioni cartografiche.
Nel corso del 1928 il Vendace si attirò le attenzioni del governo boliviano che ne ordinò tre esemplari da destinare all'addestramento dei piloti: venne così realizzata la terza, ed ultima versione (Type 155), equipaggiata con motore Hispano-Suiza 8 che prestò servizio unicamente nelle file della Fuerza Aérea Boliviana.

## Tecnica

### Cellula
Il Vendace era un biplano dalla struttura mista, con fusoliera in tubi d'acciaio ed ali in legno. La fusoliera, di sezione rettangolare, alloggiava frontalmente il radiatore dell'impianto di raffreddamento, disposto immediatamente davanti al motore. I due abitacoli, ricavati alle spalle del motore e sovrastati dal piano alare superiore, erano disposti in tandem. Le linee aerodinamiche della fusoliera avevano andamento leggermente rastremato verso la coda che terminava con impennaggi monoplani di tipo classico, controventati.
Le ali avevano tra loro uguali dimensioni: il piano inferiore era collegato al lato inferiore della fusoliera mentre quello superiore era collegato alla fusoliera mediante montanti disposti diagonalmente. I due piani alari erano tra loro collegati per mezzo di tre montanti per ogni lato: una coppia nella sezione esterna, uno singolo disposto sul bordo d'entrata, non distante dalla fusoliera; la funzione dei montanti era supportata da cavetti in acciaio disposti diagonalmente tra loro. Le superfici di controllo erano costituite da alettoni realizzati alle estremità di entrambi i piani alari. Le sezioni esterne delle ali potevano essere ripiegate con movimento rotatorio di 90° verso la coda del velivolo.
Sull'estradosso dell'ala superiore, ai due margini della sezione centrale, erano alloggiati due serbatoi di carburante di forma affusolata che fornivano alimentazione al motore per gravità.
Il carrello d'atterraggio era di tipo biciclo con elementi monoruota; le ruote erano sostenute da elementi triangolari in tubi metallici, agganciati all'intradosso dell'ala inferiore e tra loro congiunti da un elemento tubolare rigido. Al posteriore era invece presente un pattino d'atterraggio. In configurazione idrovolante le ruote erano sostituite da due galleggianti a scarponi collegati, anche in questo caso, all'ala inferiore per mezzo di strutture tubolari ad "N".
Esteriormente le tre versioni del Vendace non differivano tra loro se non per pochi dettagli, mentre dal punto di vista strutturale l'aereo rimase sostanzialmente invariato malgrado le differenti denominazioni assegnate dal costruttore.

### Motore
Tre diverse motorizzazioni caratterizzarono le tre versioni del Vendace: il primo esemplare (Mk.I) era equipaggiato con il Rolls-Royce Falcon III, un motore a dodici cilindri a V di 60° raffreddato a liquido, in grado di sviluppare la potenza di 275 hp (pari a 205 kW).
Il secondo esemplare (Mk.II) montava invece il motore Aircraft Disposals Company (ADC) Nimbus, un motore sei cilindri in linea raffreddato a liquido sviluppato dal Siddeley Puma, capace di 300 hp (circa 224 kW). In questo caso l'elica bipala era sormontata da una vistosa ogiva metallica, assente sul primo esemplare.
Infine i tre Vendace Mk.III realizzati per l'aviazione boliviana vennero equipaggiati con motori Hispano-Suiza 8, unità motrici a otto cilindri a V (ancora una volta raffreddati a liquido) da 300 hp.

## Impiego operativo
Riguardo al Vendace I è certo che venne trattenuto dalla RAF presso il Marine Aircraft Experimental Establishment di Felixstowe per scopi sperimentali ma non il suo periodo di permanenza in servizio.
Il Vendace II, che ricevette matricola civile "G-EBPX", venne impiegato dalla società londinese (ma operante a Rio de Janeiro) Aircraft Operating Company tra il giugno del 1928 ed il settembre del 1930; in questo periodo il velivolo venne impiegato per realizzare le prime mappe aeree del sudamerica.
I tre esemplari di Vendace III acquistati dalla Fuerza Aérea Boliviana vennero utilizzati fino alla metà degli anni trenta, nel ruolo di addestratori, benché soggetti a qualche problema ai motori, messi a dura prova dalle difficili condizioni climatiche durante le aride e polverose estati boliviane.

## Versioni
I dati sulle versioni, se non diversamente indicato, sono tratti da "Vickers Type 120" in "Enciclopedia L'Aviazione".
- Vickers Type 120 - Vendace I: un solo esemplare, dotato di motore Rolls-Royce Falcon III. Impiegato dalla RAF per scopi sperimentali.
- Vickers Type 133 - Vendace II: un esemplare, equipaggiato con motore ADC Nimbus. Utilizzato in ambito civile per rilevazioni cartografiche.
- Vickers Type 155 - Vendace III: tre esemplari dotati di motore Hispano-Suiza 8. Acquistati dall'aeronautica boliviana nel ruolo di addestratori.

## Utilizzatori
Bolivia
- Fuerza Aérea Boliviana

 Regno Unito
- Royal Air Force

### Pubblicazioni
- (EN) The Vickers "Vendace" - An efficient Land or Sea Training Biplane, in Flight, Sutton, Surrey - UK, Reed Business Information Ltd., 18 marzo 1926,  pp. 165-167. URL consultato il 30 aprile 2015.